# Kōji Funamoto
Kōji Funamoto (jap. 船本 幸路, Funamoto Kōji; * 12. August 1942 in Hiroshima, Präfektur Hiroshima) ist ein ehemaliger japanischer Fußballtorwart.

## Jugend
1958 bis 1960 spielte er für das Team von Hiroshima University High School. Er und seine Mannschaftskameraden Aritatsu Ogi, Yasuyuki Kuwahara, Takayuki Kuwata, Kensei Mizote, und Sonkyo Nomura wurden 1959 mit dem zweiten Platz beim landesweiten Schulturnier bekannt. 1960 konnten Ogi, Kuwahara, Funamoto, and Mizote mit ihrem Team das Viertelfinale erreichen. Direkt nach der Schule wechselte Funamoto zu einem Fußballklub, während  Kuwahara und Kuwata noch vier Jahre bei der Universität Chuo spielten, bevor auch sie sich dem Verein Toyo Industries anschlossen.

## Vereinskarriere
Funamoto schloss sich 1961 dem Verein von Toyo Industries an. Toyo gewann 1962 das Turnier beim Nationalen Sport Festival. 1965 wurde der Verein Gründungsmitglied der Japan Soccer League (JSL), der ersten landesweiten Liga. Er blieb für 11 Spielzeiten bei seinem Verein bis zu seinem Rücktritt 1975. Er spielte in diesen 11 Spielzeiten alle 166 Ligaspiele.
Mit Funamoto und seinen Schulkameraden dominierte Toyo in der JSL die ersten sechs Jahre und gewann von 1965 bis 1970 fünfmal die Meisterschaft und wurde 1969 Vizemeister  Der Verein gewann in dieser Zeit dreimal den Kaiserpokal.

## Nationalmannschaft
1967 debütierte Funamoto für die japanische Fußballnationalmannschaft. Funamoto bestritt 19 Länderspiele.

## Errungene Titel
- Japan Soccer League: 1965, 1966, 1967, 1968, 1970
- Kaiserpokal: 1965, 1967, 1969

## Persönliche Auszeichnungen
- Japan Soccer League Best Eleven: 1970